# Дискографія Інстасамки
Дискографія російської поп-співачки та реп-виконавиці Інстасамки складається з 8 студійних альбомів, 35 синглів та 18 відеокліпів.

## Студійні альбоми
За інформацією Apple Music..
| Born to Flex                                        | - Реліз: 8 червня 2019 - Лейбл: NaMneCash Music, Джем - Формат: Цифрова дистрибуція, стримінг  | — | —  |
| «Трипл малыш»                                       | - Реліз: 30 серпня 2019 - Лейбл: NaMneCash Music, Джем - Формат: Цифрова дистрибуція, стримінг | — | —  |
| Mamacita                                            | - Реліз: 3 квітня 2020 - Лейбл: NaMneCash Music - Формат: Цифрова дистрибуція, стримінг        | — | —  |
| «Спасибо папаша» (разом з Moneyken)                 | - Реліз: 19 червня 2020 - Лейбл: NaMneCash Music - Формат: Цифрова дистрибуція, стримінг       | — | —  |
| «Семейный бизнес» (разом з Moneyken)                | - Реліз: 31 грудня 2020 - Лейбл: NaMneCash Music - Формат: Цифрова дистрибуція, стримінг       | 1 | —  |
| Moneydealer                                         | - Реліз: 19 ноября 2021 - Лейбл: NaMneCash Music - Формат: Цифрова дистрибуція, стримінг       | 2 | 80 |
| Queen of Rap                                        | - Реліз: 1 липня 2022 - Лейбл: NaMneCash Music - Формат: Цифрова дистрибуція, стримінг         | — | —  |
| Popstar                                             | - Реліз: 16 грудня 2022 - Лейбл: NaMneCash Music - Формат: Цифрова дистрибуція, стримінг       | — | 5  |
| Символ «—» означає, що альбом не потрапив до чарту. |                                                                                                |   |    |

## Сингли
За інформацією Apple Music..
| Рік                                                 | Назва                                              | Пік в чартах         | Пік в чартах              | Пік в чартах           | Пік в чартах          | Пік в чартах            | Пік в чартах          | Пік в чартах       | Альбом              |
| Рік                                                 | Назва                                              | Щотижневі чарти      | Щотижневі чарти           | Щотижневі чарти        | Щотижневі чарти       | Щотижневі чарти         | Щотижневі чарти       | Щотижневі чарти    | Альбом              |
| Рік                                                 | Назва                                              | Росія TopHit YouTube | Литва AGATA AGATA Топ-100 | Україна TopHit YouTube | Росія TopHit AllMedia | Україна TopHit AllMedia | Яндекс.Музика ТопЧарт | Apple MusicТопЧарт | Альбом              |
| --------------------------------------------------- | -------------------------------------------------- | -------------------- | ------------------------- | ---------------------- | --------------------- | ----------------------- | --------------------- | ------------------ | ------------------- |
| 2019                                                | «На ходу»                                          | —                    | —                         | —                      | —                     | —                       | —                     | —                  | Позаальбомний сингл |
| 2019                                                | «Ariflame»                                         | —                    | —                         | —                      | —                     | —                       | —                     | —                  | «Трипл малыш»       |
| 2019                                                | «Heavy Metal»                                      | —                    | —                         | —                      | —                     | —                       | —                     | —                  | «Трипл малыш»       |
| 2019                                                | «Splash Out»                                       | —                    | —                         | —                      | —                     | —                       | —                     | —                  | Позаальбомні сингли |
| 2019                                                | «Kupidon»                                          | —                    | —                         | —                      | —                     | —                       | —                     | —                  | Позаальбомні сингли |
| 2019                                                | «Моё имя Даша»                                     | —                    | —                         | —                      | —                     | —                       | —                     | —                  | Позаальбомні сингли |
| 2019                                                | «Tripple Baby Tour»                                | —                    | —                         | —                      | —                     | —                       | —                     | —                  | Позаальбомні сингли |
| 2019                                                | «Hater»                                            | —                    | —                         | —                      | —                     | —                       | —                     | —                  | Позаальбомні сингли |
| 2019                                                | «GTA» (Разом з CMH)                                | —                    | —                         | —                      | —                     | —                       | —                     | —                  | Позаальбомні сингли |
| 2019                                                | «Мы крутые» (Разом з с Moneyken)                   | —                    | —                         | —                      | —                     | —                       | —                     | —                  | Позаальбомні сингли |
| 2020                                                | «Uebok (Gotta Run)» (Разом з Apashe)               | —                    | —                         | —                      | —                     | —                       | —                     | —                  | Renaissance Album   |
| 2020                                                | «Когда меня рожали» (раніше — «АУЕ») (Разом з CMH) | —                    | —                         | —                      | —                     | —                       | —                     | —                  | Внеальбомные синглы |
| 2020                                                | «Polaroid»                                         | —                    | —                         | —                      | —                     | —                       | —                     | —                  | Внеальбомные синглы |
| 2020                                                | «Интервью»                                         | —                    | —                         | —                      | —                     | —                       | —                     | —                  | Внеальбомные синглы |
| 2020                                                | «Bloody Party»                                     | 70                   | —                         | 68                     | —                     | —                       | —                     | —                  | Внеальбомные синглы |
| 2020                                                | «RPG» (разом з CMH та Пашею Техніком)              | —                    | —                         | —                      | —                     | —                       | —                     | —                  | Внеальбомные синглы |
| 2020                                                | «Word Up»                                          | —                    | —                         | —                      | —                     | —                       | —                     | —                  | Внеальбомные синглы |
| 2020                                                | «Витон» (разом з Moneyken)                         | 40                   | —                         | 51                     | —                     | 85                      | —                     | —                  | Внеальбомные синглы |
| 2020                                                | «Факт»                                             | 70                   | —                         | 35                     | —                     | 60                      | —                     | —                  | Внеальбомные синглы |
| 2020                                                | «Гоба» (разом з Ганвестом та Moneyken)             | —                    | —                         | —                      | —                     | —                       | —                     | —                  | Внеальбомные синглы |
| 2021                                                | «Mommy»                                            | —                    | —                         | —                      | —                     | —                       | —                     | —                  | Внеальбомные синглы |
| 2021                                                | «Money Day»                                        | —                    | —                         | —                      | —                     | —                       | —                     | —                  | Внеальбомные синглы |
| 2021                                                | «Juicy»                                            | 4                    | —                         | 9                      | 49                    | 16                      | —                     | —                  | Moneydealer         |
| 2021                                                | «Terminal» (разом з Віктором Ак)                   | —                    | —                         | —                      | —                     | —                       | —                     | —                  | Внеальбомный сингл  |
| 2021                                                | «Lipsi Ha»                                         | 2                    | —                         | 1                      | 24                    | 2                       | 1                     | 1                  | Moneydealer         |
| 2021                                                | «Витон 2» (совм. с Moneyken)                       | —                    | —                         | —                      | —                     | —                       | —                     | —                  | Позаальбомні сингли |
| 2022                                                | «Shake»                                            | —                    | —                         | —                      | —                     | —                       | —                     | —                  | Позаальбомні сингли |
| 2022                                                | «Снова?»                                           | —                    | —                         | —                      | —                     | —                       | —                     | —                  | Позаальбомні сингли |
| 2022                                                | «Rarara»                                           | —                    | —                         | —                      | —                     | —                       | —                     | —                  | Queen of Rap        |
| 2022                                                | «Popstar»                                          | 4                    | 65                        | —                      | 36                    | 19                      | 1                     | 1                  | Popstar             |
| 2022                                                | «Волосы назад»                                     | 39                   | —                         | —                      | —                     | —                       | 16                    | —                  | Popstar             |
| 2022                                                | «За деньги да»                                     | 1                    | 11                        | —                      | 6                     | 5                       | 1                     | 1                  | Popstar             |
| 2023                                                | «Отключаю телефон»                                 | 9                    | —                         | 64                     | 44                    | —                       | 3                     | 3                  | Позаальбомні сингли |
| 2023                                                | «Жара»                                             | —                    | —                         | —                      | —                     | —                       | —                     | —                  | Позаальбомні сингли |
| 2023                                                | «Тяги»                                             | —                    | —                         | —                      | —                     | —                       | —                     | —                  | Позаальбомні сингли |
| Символ «—» означає, що альбом не потрапив до чарту. |                                                    |                      |                           |                        |                       |                         |                       |                    |                     |

## Несинглові пісні, що потрапили до чартів
| Рік  | Назва       | Пік в чартах        | Альбом  |
| Рік  | Назва       | Литва AGATA Топ-100 | Альбом  |
| ---- | ----------- | ------------------- | ------- |
| 2022 | «Как Mommy» | 12                  | Popstar |

## Відеокліпи
За інформацією Apple Music и YouTube.
| Рік  | Назва                                             | Режисер                       |
| ---- | ------------------------------------------------- | ----------------------------- |
| 2019 | «Hola»                                            | не вказано                    |
| 2019 | «GTA» (разом з CMH та Пашею Техніком)             | не вказано                    |
| 2020 | «Uebok (Gotta Run)» (разом з Apashe)              | Адріан Вільягомез Джон Де Бак |
| 2020 | «Когда меня рожали» (ранее — «АУЕ») (совм. с CMH) | Артем Туркін                  |
| 2020 | «Bloody Party»                                    | Артур Гамбітов                |
| 2020 | «Jail»                                            | Артур Гамбітов                |
| 2020 | «RPG» (совм. с CMH та Пашею Техніком)             | не вказано                    |
| 2020 | «Word Up»                                         | Даші Тогмітов                 |
| 2020 | «Витон» (совм. с Moneyken)                        | Олег Еропкин                  |
| 2020 | «Факт»                                            | Даші Тогмітів                 |
| 2021 | «Грязный клуб» (разом з Moneyken)                 | Даші Тогмітів                 |
| 2021 | «Легендваген» (разом з Moneyken)                  | Олег Єропкін                  |
| 2021 | «Juicy»                                           | Олег Єропкін                  |
| 2022 | «Lipsi Ha»                                        | Олег Єропкін                  |
| 2022 | «Волосы назад»                                    | не вказано                    |
| 2022 | «Popstar»                                         | не вказано                    |
| 2023 | «За деньги да»                                    | Микита Вільчинський           |